# Corynomalus punctatus
Corynomalus punctatus es una especie de coleóptero de la familia Endomychidae.

## Distribución geográfica
Habita en Perú.